# La jaula de oro
La jaula de oro és una pel·lícula de Diego Quemada-Díez estrenada l'any 2013. És una producció d'origen mexicà que té una duració de 110minuts. Es tracta d'un drama, el tema del qual és la immigració. Ens parla del difícil camí que han de fer molt ciutadans dAmèrice del Sud d'Amèrica per a poder arribar als Estats Units i convertir-se en ciutadans il·legals. Aquest és un trajecte perillós, en el qual moltes persones moren sense tindre l'oportunitat de començar la nova vida que desitgen. Així, també es mostren els creixents problemes de les lleis migratòries.

## Argument
La pel·lícula conta la història de Juan i Sara, dos jovens de Guatemala, que volen arribar fins als Estats Units a la recerca d'una vida millor. Durant el camí, els dos adolescents es troben a Chuak, un indígena de Tzotzil que també viatjarà amb ells, malgrat que no sap parlar res d'espanyol. Junts s'enfrontaran a diversos perills per a aconseguir el seu somni. Així, aquests joves travessaran tot Mèxic damunt de La Bestia, el tren que recorre aquest país de punta a punta, arriscant la seua vida en diverses ocasions.

## Actors
- Brandon López
- Rodolfo Domínguez
- Karen Martínez
- Carlos Chajón
- Héctor Tahuite
- Ricardo Esquerra
- Luis Alberti
- César Bañuelos
- Gilberto Barraza
- Juan Carlos Medellín
- Salvador Ramírez Jiménez
- José Concepción Macías

## Crítiques
1. "Una obra cruda y amarga, pero también de exquisito cariño por sus protagonistas (...) Quemada-Díez demuestra además que el realismo y la verdad del cine social no están enfrentados con la emoción, con la metáfora, con el símbolo" Javier Ocaña: Diari El País[3]
2. "Su impresión es directa y rotunda (...) Es una película de doble mirada, cándida hacia esos personajes (...), y muy despiadada hacia el paisaje y el paisanaje" Oti Rodríguez Marchante: Diari ABC[4]
3. "La mejor película de un director español de este año [2013] (...) además de un compromiso innegociable con la realidad, consigue dotarla de un ritmo más propio del género de aventuras (...) Puntuación: ★★★★★ (sobre 5)" Manuel Piñón: Cinemanía[5]
4. "Excelente película, refractaria al sentimentalismo pero muy humana. Un retrato social crudo y veraz interpretado por jóvenes actores que destilan naturalidad." Jordi Batlle Caminal: Diari La Vanguardia
5. "Es una película con mucho contenido, con una gran compasión y urgencia" Peter Bradshaw: The Guardian[6]
6. "Uno de los debuts como director más decepcionantes del Cannes de este año (...) 'La jaula de oro' es una tibia mirada a un tema político candente" Neil Young: The Hollywood Reporter[7]
7. "Los peligros de abordar el tren, los abusos de las autoridades mexicanas, (...) la amenaza de los grupos delincuentes (...) 'La jaula de oro' transita por ese mismo camino, pero lo hace con honestidad, sin concesiones melodramáticas (...) mediante un eficiente trabajo formal." Leonardo García Tsao: Diari La Jornada[8]

## Premis[9]
- Premi Ariel a la Millor Pel·lícula, Academia Mexicana de Artes y Cinematográficas, Mèxic
- Premi Ariel a la Millor Òpera Prima, Academia Mexicana de Artes y Cinematográficas, Mèxic
- Premi Ariel al Millor Guió Original, Academia Mexicana de Artes y Cinematográficas, Mèxic
- Premi Ariel al Millor Actor, Academia Mexicana de Artes y Cinematográficas, Mèxic
- Premi Ariel a la Millor Coactuació Masculina, Academia Mexicana de Artes y Cinematográficas, Mèxic
- Premi Ariel a la Millor Música Original, Academia Mexicana de Artes y Cinematográficas, Mèxic
- Premi Ariel a la Millor Fotografia, Academia Mexicana de Artes y Cinematográficas, Mèxic
- Premi Ariel a la Millor Edició, Academia Mexicana de Artes y Cinematográficas, Mèxic
- Premi Ariel al Millor So, Academia Mexicana de Artes y Cinematográficas, Mèxic
- Premio Un Cierto Talento, Festival de Cannes, França
- Premio Gillio Pontecorvo, Festival de Cannes, França
- Millor Nou Director, Festival de Chicago, Estats Units
- Grifone d'Or a la Millor Pel·lícula de la Secció Generator 16+, Festival de Giffoni, Itàlia
- Grifone d'Alumini-Cial per l'Ambient, Festival de Giffoni, Itàlia
- Grifone de Cristall, Festival de Giffoni, Itàlia
- Millor Direcció, Festival de Luis Buñuel Calanda, Espanya
- Millor Equip, Festival de Luis Buñuel Calanda, Espanya
- Coral Premi Especial del Jurat Òpera Prima, Festival de La Habana, Cuba
- Premi Glauber Rocha de l'Agència de Notícies Prensa Llatina, Festival de La Habana, Cuba
- Premi Roque Dalton de Radio Habana Cuba, Festival de La Habana, Cuba